# Laguardia-Rioja Alavesa
Laguardia-Rioja Alavesa è una comarca della Spagna, situata nella comunità autonoma dei Paesi Baschi ed in particolare nella provincia di Álava.